# Egira medio-linea
Egira medio-linea är en fjärilsart som beskrevs av Tutt 1891. Egira medio-linea ingår i släktet Egira och familjen nattflyn. Inga underarter finns listade i Catalogue of Life.